# Жонатан Бамба
Жоната́н Бамба́ (фр. Jonathan Bamba, нар. 26 березня 1996, Альфорвіль) — французький та івуарійський футболіст, нападник іспанської «Сельти».
Виступав, зокрема, за клуби «Сент-Етьєн» та «Лілль», а також молодіжну збірну Франції.

## Клубна кар'єра
Народився 26 березня 1996 року в місті Альфорвіль. Вихованець юнацьких команд футбольних клубів «Альфорвіль» та «Сент-Етьєн».
У дорослому футболі дебютував 2015 року виступами за команду клубу «Сент-Етьєн», в якій провів три сезони, взявши участь у 42 матчах чемпіонату. 
Згодом з 2016 по 2017 рік грав у складі команд клубів «Париж», «Сент-Трюйден» та «Анже» на правах оренди.
До складу клубу «Лілль» приєднався 2018 року. Станом на 1 червня 2020 року відіграв за команду з Лілля 64 матчі в національному чемпіонаті.

## Виступи за збірні
2011 року дебютував у складі юнацької збірної Франції, взяв участь у 12 іграх на юнацькому рівні, відзначившись 4 забитими голами.
Протягом 2017–2019 років залучався до складу молодіжної збірної Франції. На молодіжному рівні зіграв у 21 офіційному матчі, забив 5 голів.

## Статистика виступів

### Статистика клубних виступів
| Сезон                  | Команда                | Чемпіонат              | Чемпіонат | Чемпіонат | Національний кубок | Національний кубок | Національний кубок | Континентальні кубки | Континентальні кубки | Континентальні кубки | Інші змагання | Інші змагання | Інші змагання | Усього | Усього |
| Сезон                  | Команда                | Ліга                   | Ігор      | Голів     | Ліга               | Ігор               | Голів              | Ліга                 | Ігор                 | Голів                | Ліга          | Ігор          | Голів         | Ігор   | Голів  |
| ---------------------- | ---------------------- | ---------------------- | --------- | --------- | ------------------ | ------------------ | ------------------ | -------------------- | -------------------- | -------------------- | ------------- | ------------- | ------------- | ------ | ------ |
| 2014–15                | «Сент-Етьєн»           | Л1                     | 3         | 0         | КФ+КЛ              | 1+0                | 0                  | ЛЄ                   | 0                    | 0                    | -             | -             | -             | 4      | 0      |
| 2015-16                | «Сент-Етьєн»           | Л1                     | 5         | 1         | КФ+КЛ              | 1+1                | 0                  | ЛЄ                   | 4                    | 0                    | -             | -             | -             | 11     | 1      |
| 2016                   | «Париж»                | Л2                     | 14        | 0         | КФ+КЛ              | -                  | -                  | -                    | -                    | -                    | -             | -             | -             | 14     | 0      |
| 2016-17                | «Сент-Трюйден»         | ПЛ                     | 8         | 2         | КБ                 | 3                  | 1                  | -                    | -                    | -                    | -             | -             | -             | 11     | 3      |
| 2017                   | «Анже»                 | Л1                     | 16        | 3         | КФ+КЛ              | 3+0                | 0                  | -                    | -                    | -                    | -             | -             | -             | 19     | 3      |
| 2017–18                | «Сент-Етьєн»           | Л1                     | 34        | 7         | КФ+КЛ              | 2+1                | 1+0                | -                    | -                    | -                    | -             | -             | -             | 37     | 8      |
| Усього за «Сент-Етьєн» | Усього за «Сент-Етьєн» | Усього за «Сент-Етьєн» | 42        | 8         |                    | 6                  | 1                  |                      | 4                    | 0                    |               | -             | -             | 52     | 9      |
| 2018–19                | «Лілль»                | Л1                     | 38        | 13        | КФ+КЛ              | 2+0                | 0                  | -                    | -                    | -                    | -             | -             | -             | 40     | 13     |
| 2019–20                | «Лілль»                | Л1                     | 26        | 1         | КФ+КЛ              | 3+2                | 0                  | ЛЧ                   | 6                    | 0                    | -             | -             | -             | 37     | 1      |
| Усього за «Лілль»      | Усього за «Лілль»      | Усього за «Лілль»      | 64        | 14        |                    | 7                  | 0                  |                      | 6                    | 0                    |               | -             | -             | 77     | 1      |
| Усього за кар'єру      | Усього за кар'єру      | Усього за кар'єру      | 144       | 27        |                    | 19                 | 2                  |                      | 10                   | 0                    |               | -             | -             | 173    | 29     |